# Гугенотские восстания
Гугенотские восстания (фр. Rébellions huguenotes, или Роганские войны, названные по имени лидера гугенотов Анри де Рогана) - восстания французских протестантов (гугенотов), в основном, на юго-западе Франции, в 1620-е годы против королевской власти. Восстания начались спустя десять лет после смерти Генриха IV, католика, который сам первоначально был гугенотом, признавшего права протестантов в Нантском эдикте. Его преемник Людовик XIII, при регентстве своей матери-католички Марии Медичи, был воспитан в ненависти к протестантизму. Гугеноты попытались защитить свои права, создавая независимые политические и военные структуры, устанавливая дипломатические контакты с иностранными державами и открыто восстав против центральной власти. В ответ король пошёл на военное подавление центров протестантизма. Итогом восстаний стало поражение гугенотов.

## Первое восстание (1621–1622)

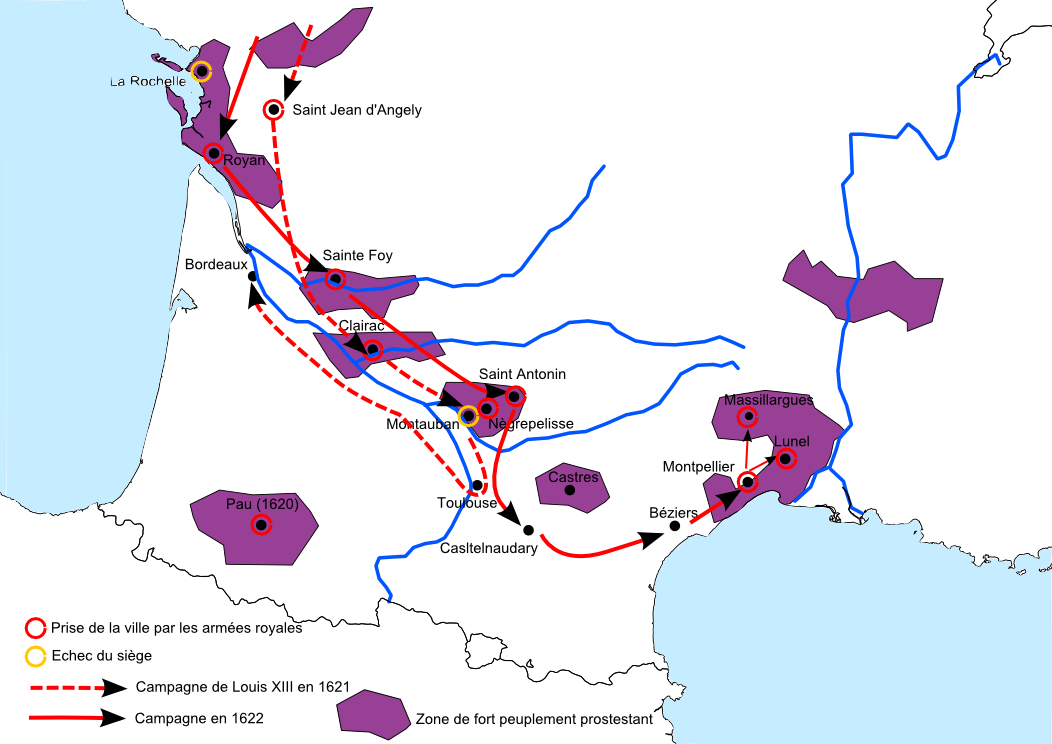
Гугенотские владения (пурпурным) и королевские земли (красным) между 1620 и 1622 годами.

Первое восстание гугенотов было вызвано восстановлением католических прав в гугенотском Беарне (Гасконь, западная Окситания) Людовиком XIII в 1617 году, а также военной аннексией Беарна королевскими войсками в 1620 году и занятием По в октябре 1620 года. Правительство региона было заменено на парламент, в котором были представлены только католики.
Почувствовав, что их выживание было поставлено на карту, гугеноты собрались в Ла-Рошели (Новая Аквитания) 25 декабря 1620 года. На этом совете было принято решение решительно противостоять угрозе со стороны короля, а также создать "государство в государстве" с независимой армией и системой налогообложения, под руководством герцога де Рогана, ярого сторонника открытого конфликта с королем. В этот период гугеноты вели себя вызывающе в отношении короля, показывая намерения стать независимыми по модели Голландской республики.
В 1621 году Людовик XIII вознамерился искоренить то, что он считал открытым восстанием против его власти. Он повел армию на юг, захватил город гугенотов Сомюр и добился успеха в осаде Сен-Жан-д’Анжели против брата Рогана, герцога Субиза. Небольшое количество войск под командованием графом Суассона пытались окружить Ла-Рошель (блокада Ла-Рошели), но Людовик XIII с основной армией решил двигаться дальше на юг и осадил Монтобан (Окситания), но здесь его армия исчерпала свои ресурсы, и осада была снята.
После затишья боевые действия возобновились с многочисленными зверствами в 1622 году, в частности, в рамках осады Негрепелисса, в которой все население было вырезано, а город сожжен дотла.
В Ла-Рошели флот города под командованием Жан Гитона начал атаковать королевские суда и базы. В ответ королевский флот встретились лицом к лицу с флотом Ла-Рошели в морском сражении при Сен-Мартен-де-Ре 27 октября 1622 года, но оно закончилось безрезультатно.
Между тем, был заключен договор в Монпелье, чтобы положить конец военным действиям. Гугенотские крепости Монтобан и Ла-Рошель были сохранены, но цитадель Монпелье пришлось снести.

В 1624 году к власти в качестве главного министра пришел кардинал Ришельё, что будет означать наступление гораздо более трудных времен для протестантов.

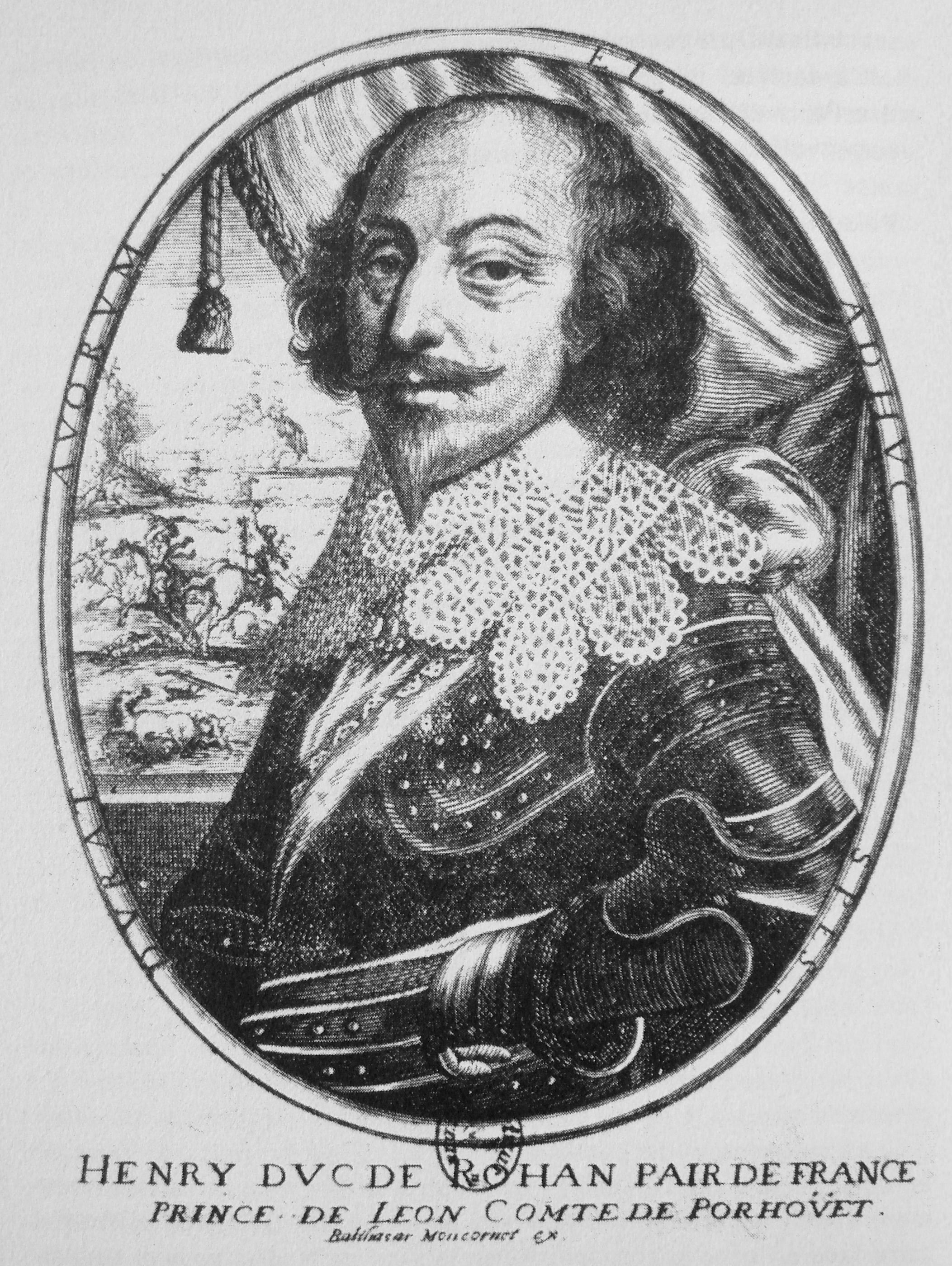
Анри де Роган (1579-1638), лидер восстаний
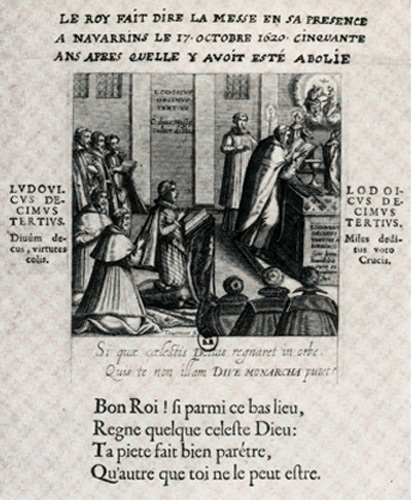
Восстановление приоритета католиков в Беарне, 1620.
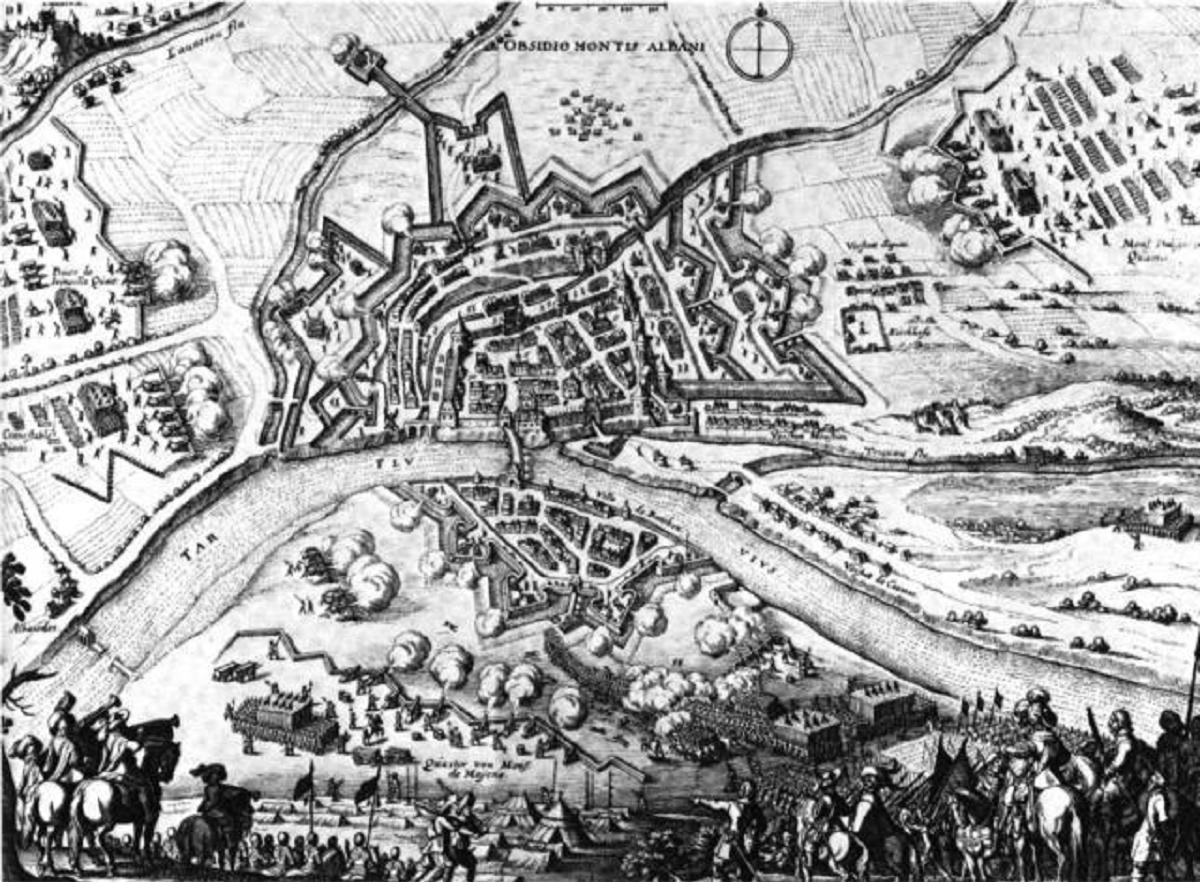
Людовик XIII осаждает Монтобан, 1621.
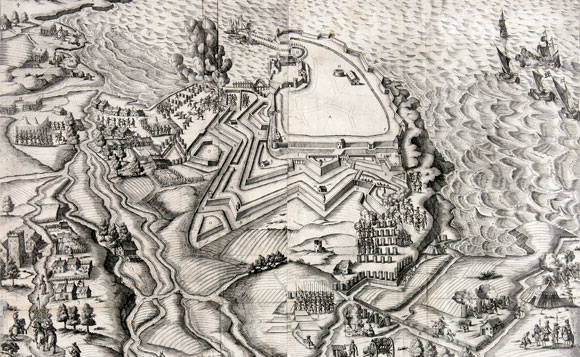
Осада Руайана
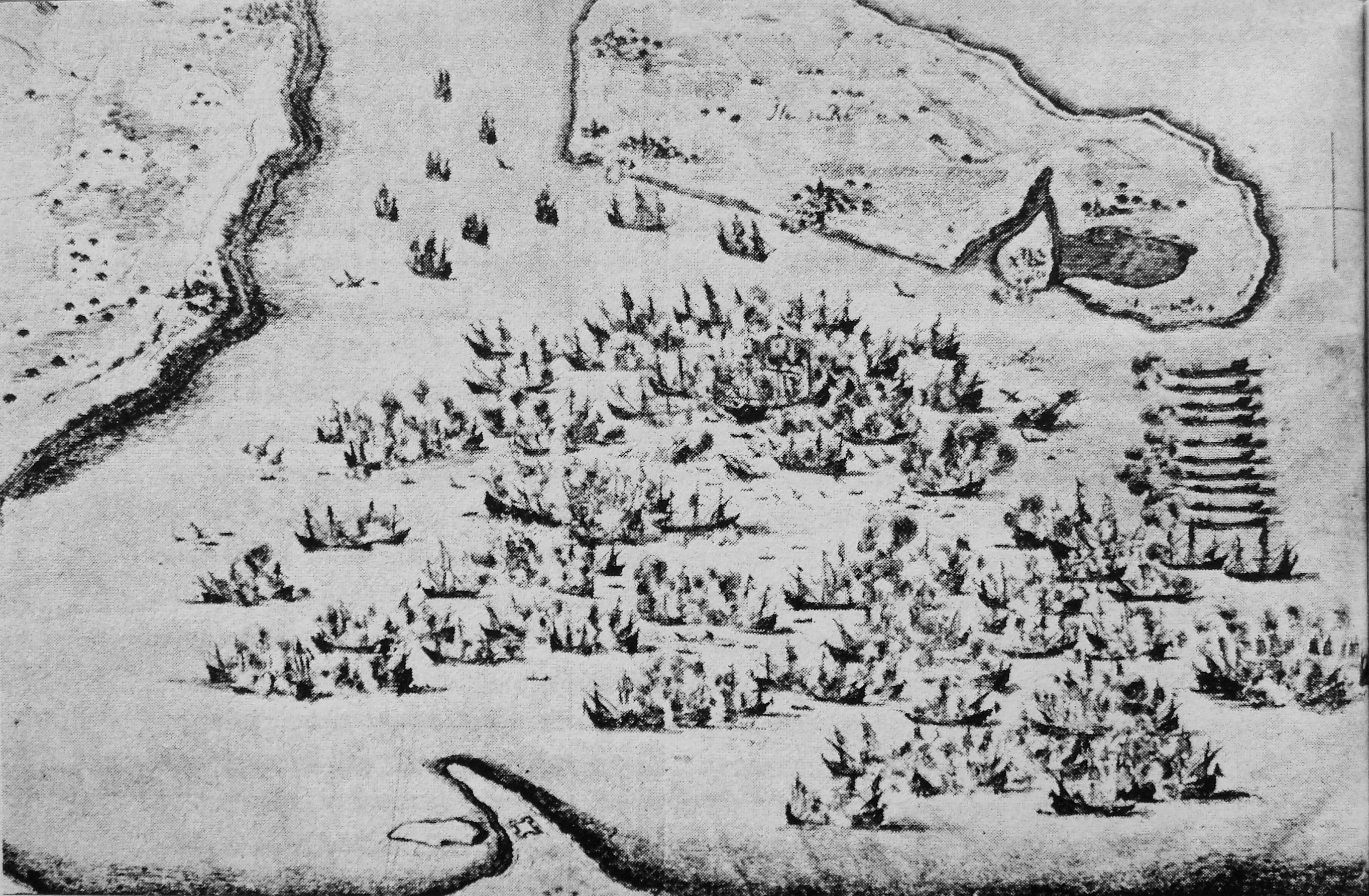
Морское сражение у острова Ре, 1622

## Второе восстание (1625)
Людовик XIII не стал выполнять условия договора в Монпелье. Маркиз Туарас усилил фортификации форта Луи у стен Ла-Рошели, вместо того, чтобы демонтировать его, а сильный королевский флот готовился в устье реки Блаве на случай осады города. Угроза будущей осады города Ла-Рошель была очевидна, как для герцога Субиза, так и жителей Ла-Рошели.
В феврале 1625 года Субиз возглавил второе восстание гугенотов против Людовика XIII и, после публикации манифеста, оккупировал остров Ре, недалеко от Ла-Рошели. Оттуда он отбыл в Бретань, где провел успешную атаку на королевский флот в битве на реке Блаве, хотя и не смог взять королевский форт после трехнедельной осады. Субиз вернулся на остров Ре с 15 кораблями и вскоре занял остров Олерон, тем самым взяв под свой контроль побережье Атлантического океана от Нанта до Бордо. После этих операций Субиз был признан лидером гугенотов и стал называть себя "адмиралом протестантской церкви". ВМС Франции, наоборот, были полностью истощены, в результате чего центральное правительство было очень уязвимым.
В городе гугенотов Ла-Рошели жители проголосовали в поддержку Субиза 8 августа 1625 года. Эти события закончились поражением флотов Ла-Рошели и Субиза, а также полным занятием войсками короля острова Ре к сентябрю 1625 года.

После долгих переговоров был, наконец, подписан Парижский эдикт (1626) между городом Ла-Рошель и королем Людовиком XIII 5 февраля 1626 года. Город сохранил религиозную свободу, но был вынужден отказаться от собственного военно-морского флота. 

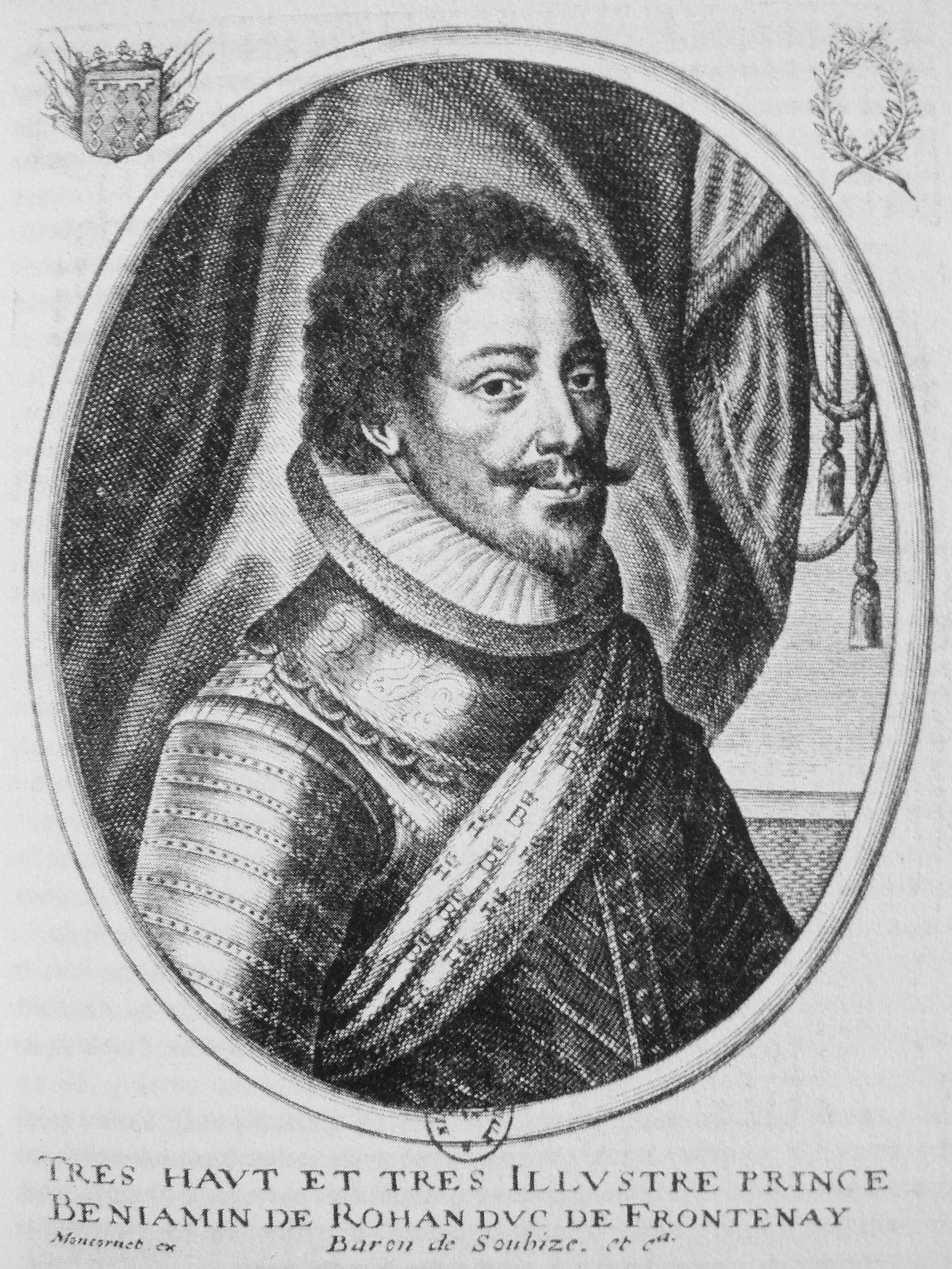
Герцог Субиз
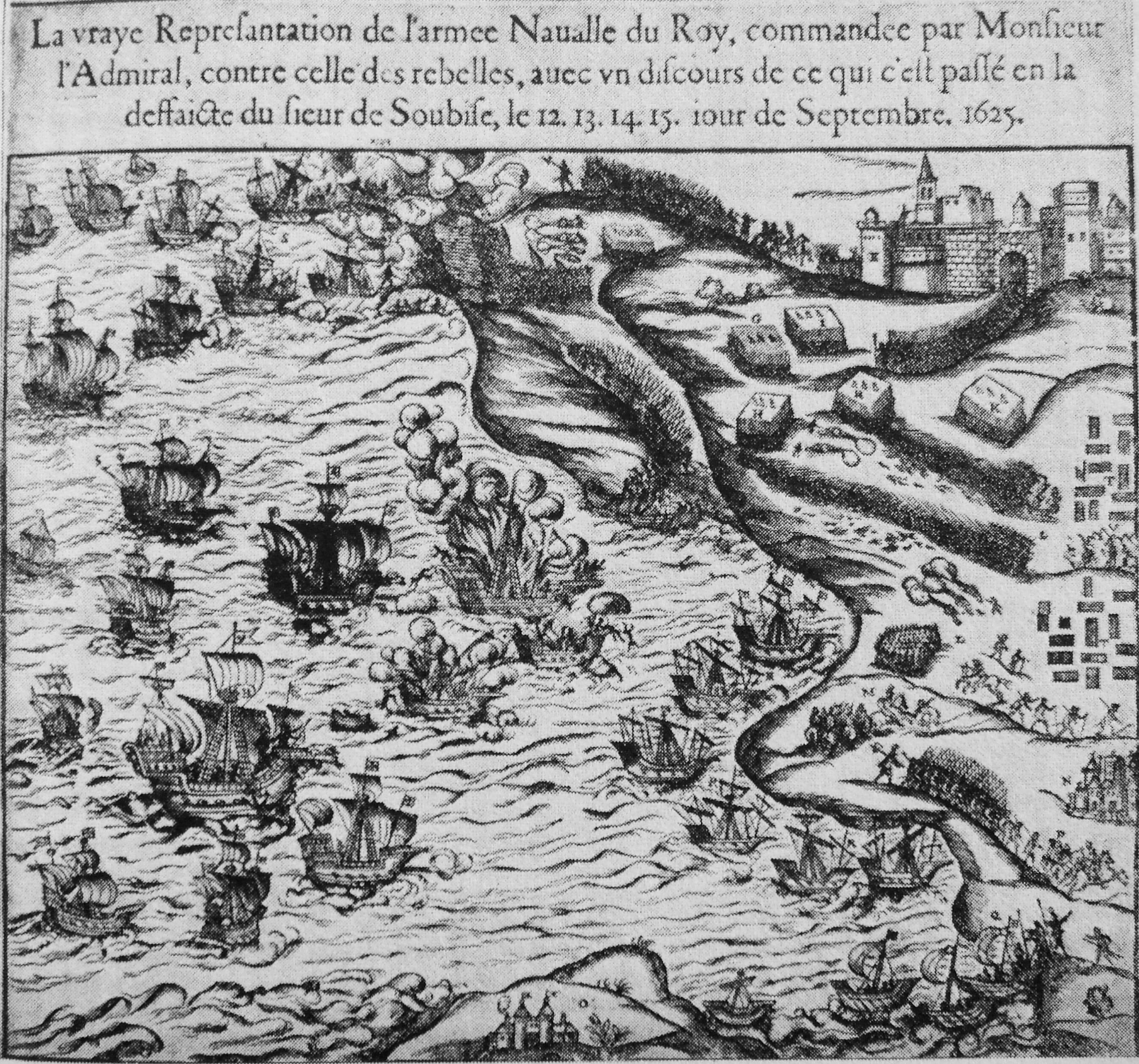
Захват острова Ре войсками Карла I де Гиза, 1625

## Третье восстание (1627–1629)

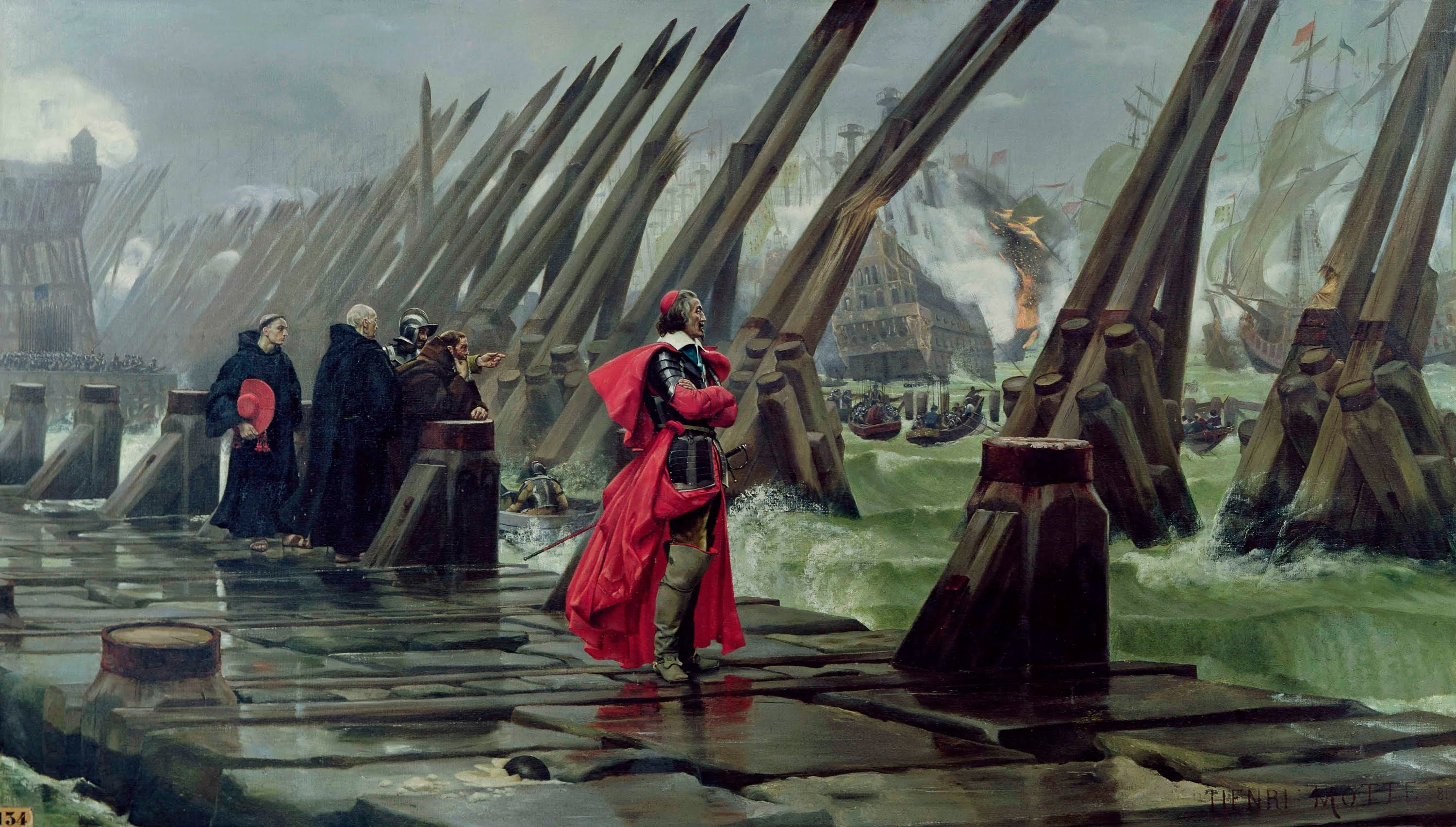
Анри-Поль Мотт. Кардинал Ришельё при осаде Ла-Рошели (1881)

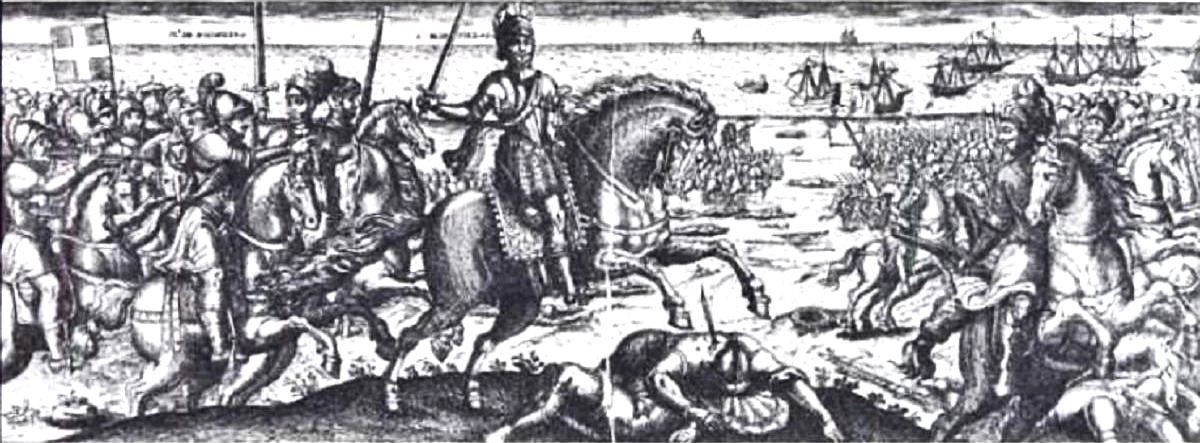
Маршал Анри де Шомберг и маркиз Туарас изгоняют английских солдат с острова Ре (1627).

Третье и последнее восстание гугенотов началось с английской военной интервенции, направленной на поощрение переворота против французского короля. Повстанцы получили поддержку английского короля Карла I, который послал своего фаворита, герцога Бэкингема, с флотом из 80 судов. В июне 1627 года Бэкингем организовал высадку на острове Ре с 6000 человек, чтобы помочь гугенотам, положив тем самым начало англо-французской войны (1627-1629), с целью контроля подходов к Ла-Рошели и поощрения восстания в городе. У Бэкингема, в конечном счете, закончились деньги и поддержка, а его армия была ослаблена болезнями. Вмешательство англичан закончилось неудачной осадой Сен-Мартен-де-Ре (1627). После последнего штурма Сен-Мартена англичане были вынуждены эвакуироваться с острова с большими потерями.
Далее последовала осада Ла-Рошели (1627—1628) королевскими войсками. Кардинал Ришельё действовал в качестве командира осаждающих войск (в то время, когда король отсутствовал). Жители Ла-Рошели сопротивлялись в течение 14 месяцев под руководством мэра Жана Гитона. Во время осады население Ла-Рошели снизилась с 27000 до 5000 человек из-за боев, голода и болезней. Капитуляция была безусловной.

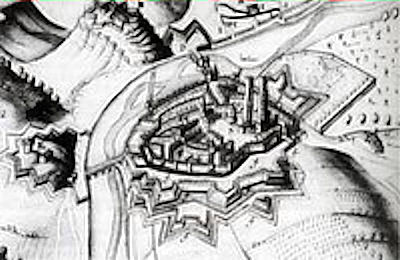
Осада Алеса, 1629.

Анри де Роган и его брат продолжали оказывать сопротивление на юге Франции, куда силы Людовика XIII вторглись в 1629 году и осадили Прива. Жители города были убиты или изгнаны, а сам город сожжен дотла. Людовик XIII наконец-то захватил непокорный Алес в июне 1629 года, и Роган капитулировал.
По условиям Алесского мира, гугеноты потеряли свои территориальные, политические и военные права, но сохранили религиозную свободу, предоставленную Нантским эдиктом. Тем не менее, они были оставлены на милость монархии, не в силах сопротивляться, когда следующий король, Людовик XIV, приступил к активному преследованию протестантов в 1670-х годах, и отменил Нантский эдикт в 1685 году.

## Последствия
Восстания гугенотов были сурово подавлены французской короной. Как следствие, гугеноты потеряли свою политическую власть, и, в конечном счете, их религиозная свобода во Франции была аннулирована в 1685 году. Эти события укрепили позиции католичества в стране и стали одним из факторов, сформировавших необычно сильное абсолютистское центральное правительство во Франции, что будет оказывать решающее влияние на французскую историю в течение последующих веков.